# Chionea botosaneanui
Chionea botosaneanui là một loài ruồi trong họ Limoniidae. Chúng phân bố ở miền Cổ bắc.